# Anime Limited
Anime Limited, nota anche come All the Anime, è un'azienda britannica di distribuzione di anime con sede a Glasgow, in Scozia. Essa offre anime al pubblico britannico, irlandese, francese e ad altri europei. Fondata nel 2012 da Andrew Partridge, noto soprattutto per il suo coinvolgimento in Scotland Loves Anime, l'azienda rilascia sia vecchi che nuovi titoli di anime sia in formato home video che nelle sale, con il supporto del festival cinematografico Scotland Loves Anime.
Dal 2015 al 2018, Anime Limited ha svolto il ruolo di distributore di Funimation nelle isole britanniche.

## Storia
Il 14 dicembre 2012, il rappresentante di Kazé UK e il regista di Scotland Loves Anime, Andrew Partridge, hanno lanciato i social media e il sito web di Anime Limited, annunciando la creazione di una nuova società di distribuzione di anime nel 2013. L'azienda avrebbe focalizzato la sua attenzione sulle edizioni home video in stile collezionista e aveva l'obiettivo di "[sviluppare] un mercato teatrale per l'animazione giapponese" nel mercato britannico. Dopo aver raggiunto 1.000 Mi piace sulla sua pagina Facebook il 22 dicembre 2012, Anime Limited ha annunciato la sua prima acquisizione, Cowboy Bebop, con la previsione di rilasciarlo in home video nel terzo trimestre del 2013.
Il 4 ottobre 2013, Anime Limited ha annunciato una collaborazione con il servizio di streaming francese Wakanim per lanciare la versione britannica del sito, rendendo il catalogo di Anime Limited accessibile attraverso il servizio.
Nel marzo 2014, il fondatore di Kazé, Cédric Littardi, e Anime Limited hanno creato @Anime, la divisione francese di Anime Limited, con i primi titoli che sono stati pubblicati nel settembre 2014.
Il 17 luglio 2017, Viceland UK ha lanciato un blocco di anime a tarda notte in collaborazione con Anime Limited.
Il 27 ottobre 2017, durante la MCM London Comic Con, Anime Limited ha annunciato la creazione di una propria etichetta musicale chiamata "All The Anime Music" e ha rivelato i piani per pubblicare "A Shape of Light" e la colonna sonora originale di Trigun. L'etichetta è stata ufficialmente lanciata nel 2019, con "A Shape of Light" e le colonne sonore di FLCL che sono state pubblicate come le prime uscite su vinile più avanti nel corso dell'anno.
Il 25 ottobre 2019, Anime Limited ha comunicato che alcuni dei loro titoli doppiati sarebbero stati resi disponibili per lo streaming su All 4, il servizio di Channel 4, nell'ambito dell'iniziativa denominata "100 Hours of Anime".
Il 13 maggio 2020, Anime Limited ha rivelato la sua intenzione di organizzare una convention virtuale denominata Cloud Matsuri, prevista per il 30 e il 31 maggio 2020. L'evento ha visto la partecipazione di ospiti provenienti da Science SARU, Orange, Crunchyroll, Polygon Pictures, MangaPlanet, Anime Limited e Manga Entertainment.
Il 18 maggio 2020, Anime Limited ha annunciato il lancio di un servizio di streaming chiamato Screen Anime. Questo servizio è stato presentato come un "festival cinematografico online" che offriva una selezione mensile di titoli. Screen Anime è stato ufficialmente lanciato il 25 maggio 2020. Successivamente, è stato annunciato che il servizio Screen Anime sarebbe stato chiuso il 25 maggio 2021, e un nuovo piano di abbonamento annuale chiamato Anime (Un) Limited è stato introdotto.
Durante Cloud Matsuri, Anime Limited ha annunciato di aver acquisito i diritti di licenza per Neon Genesis Evangelion e i suoi due film, Evangelion: Death (True)² e The End of Evangelion, per la distribuzione su Blu-ray. Questa acquisizione rappresenta un importante traguardo poiché Anime Limited diventa la prima società al di fuori del Giappone a rilasciare la serie su Blu-ray e la prima a farlo in formato home video dal periodo in cui ADV Films si occupò della serie TV e Manga Entertainment si occupò dei film.
Il 14 aprile 2021, Anime Limited ha dichiarato la sua intenzione di espandersi a livello internazionale con la sua etichetta musicale. Inoltre, l'azienda ha annunciato l'assunzione di Miles Thomas, ex direttore del marketing comunitario di Crunchyroll, come Chief Marketing Officer.
Il 22 luglio 2022, Anime Limited e ITV hanno firmato una partnership per lo streaming dei titoli di Anime Limited sul servizio di streaming ITVX nel Regno Unito.
Il 18 ottobre 2022, la società di media austriaca Plaion ha annunciato di aver acquisito Anime Limited per una somma non rivelata e integrerà la società sotto la sua controllata Plaion Pictures.
Il 18 ottobre 2022, l'azienda austriaca Plaion Media ha annunciato di aver acquisito Anime Limited per una somma non rivelata e integrerà l'azienda sotto la sua controllata Plaion Pictures.